# 软帽峨螺
软帽峨螺（学名：Siphonalia cassidariaeformis），是新腹足目峨螺科Siphonalia属的一种。主要分布于韩国、台湾，常栖息在浅海沙底。